# Enrique Soler y Batlle
Enrique Soler y Batlle (Barcelona 1877-1951),fou membre de l'Acadèmia de Medicina i Cirurgia de Barcelona, doctor en Farmàcia i rector de la Universitat de Barcelona

## Biografia
Enric Soler i Batlle va néixer a Barcelona l'any 1877.
Es llicencià (1896) i doctorà (1911) en Farmàcia i es llicencià en Ciències Fisicoquímiques (1898). Guanyà la càtedra de Farmàcia Pràctica de la Universitat de Barcelona (1912) i fou membre de l'Acadèmia de Medicina i Cirurgia de Barcelona (1922).
Traduí obres científiques alemanyes, angleses i italianes, fou col·laborador de l'Enciclopedia de l'editorial Espasa i publicà obres de tema mèdic i farmacèutic.
Entre els anys 1930 i 1931 ocupà el lloc de rector de la Universitat de Barcelona. Va fer nombroses gestions per millorar l'emplaçament i les instal·lacions del laboratori de Farmàcia, situat en un dels patis tapiats, en pèssimes condicions. A instàncies seves el laboratori es va ubicar als locals de la Facultat de Medicina, no gaire millors. Quan es va desallotjar l'edifici de l'Escola Superior d'Enginyers Industrials, Farmàcia se'n beneficià àmpliament. La caiguda de Barcelona el 26 de gener de 1939 va significar el nomenament com a rector interí de la Universitat de Barcelona del dr. Enric Soler i Batlle.Però el març del 1939 es constituí el definitiu equip directiu format per Emilio Jimeno Gil (catedràtic de química orgànica) com a rector. Va morir a Barcelona l'any 1951.

## Publicacions
- Soler y Batlle, Enrique. Algunas consideraciones sobre las farmacopeas oficiales : discurso de recepción en la Real Academia de Medicina y Cirugía de Barcelona leído por el académico electo / Enrique Soler y Batlle ; discurso de contestación de B. Oliver y Rodes. [Barcelona : Real Academia de Medicina y Cirugía], 1922 disponible a:Catàleg de les biblioteques de la UB

- Soler y Batlle, Enrique. Apuntes de farmacia galénica / tomados de las explicaciones de Enrique Soler y Batlle. [Barcelona] : S.E.U. de la Facultad de Farmacia, 1944. Disponible a: Catàleg de les biblioteques de la UB

- Vehí Deniel, Manuel. La Elaboración de especialidades farmacéuticas : técnica operatoria y utillaje necesario / colaboración científica: Enrique Soler y Batlle ... [et al.]Barcelona : Casa Editorial F. Susanna, 1936. Disponible a:Catàleg de les biblioteques de la UB

- Soler y Batlle, Enrique. [Farmacia práctica] . [Barcelona : s.n., 194-?]. Disponible a:Catàleg de les biblioteques de la UB

- Medicamenta : guía teórico-práctica para farmacéuticos, médicos y veterinarios / traducida de la segunda edición italiana por Enrique Soler y Batlle. Barcelona : Labor, 1921. Disponible a:Catàleg de les biblioteques de la UB

- Medicamenta : guía teórico-práctica para farmacéuticos y médicos / dirigida por Enrique Soler y Batlle con la colaboración de M. Amat...[et al.]. Barcelona [etc.] : Labor, 1951. Disponible a:Catàleg de les biblioteques de la UB

- Tratado de farmacia práctica : para farmacéuticos, droguistas, médicos y funcionarios de sanidad / Hager ; con la colaboración de E. Rimbach ... [et al.] ; publicado y completamente refundido por G. Frerichs, G. Arends, H. Zörnig ; traducido de la tercera edición alemana, publicado bajo la dirección de Enrique Soler y Batlle. Barcelona [etc.] : Labor, 1942-1948. Disponible a: Catàleg de les biblioteques de la UB